# 魚影の群れ
『魚影の群れ』（ぎょえいのむれ）は、吉村昭の短編小説集、またその表題作。
表題作「魚影の群れ」は、同名で映画化された。

## 概要
短編小説集は『海の鼠』（うみのねずみ）の題名で1973年5月に新潮社から単行本が刊行された。1983年に新潮文庫版が刊行された際、『魚影の群れ』に改名された（同年に映画化作品が公開されている）。
収録作は以下の4編で、人間と動物・自然とのさまざまな対峙を描いている。
- 海の鼠 （『別冊小説新潮』昭和47年（1972年）夏季号掲載）
  - 愛媛県のねずみ騒動
- 蝸牛（かたつむり）
  - 食用カタツムリ
- 鵜
  - 長良川鵜飼
- 魚影の群れ （『小説新潮』昭和48年（1973年）2月号掲載）
  - 下北半島沖のマグロ漁

「海の鼠」「魚影の群れ」の2編は『吉村昭自選作品集 第十一巻』（新潮社、1991年）にも収録されている。

## 刊行書誌
- 海の鼠 （新潮社、1973年5月）
- 魚影の群れ （新潮文庫、1983年7月） ISBN 978-4-101-11715-7
- 魚影の群れ （ちくま文庫、2011年9月） ISBN 978-4-480-42871-4

## 映画
映画『魚影の群れ』は、1983年10月29日に公開された日本映画。製作：松竹・配給：松竹富士。
本州最北端、下北半島の漁港・大間の頑固なマグロ漁師・小浜房次郎、房次郎が男手一つで育て上げた娘・トキ子、トキ子の恋人で一人前の漁師になろうと志す青年・依田俊一、この3者の愛憎を軸に描いた人間ドラマである。

### あらすじ
多くの漁師が40代で辞めてしまう中で、小浜房次郎は初老を感じながらもマグロ漁を続けている。娘トキ子が結婚したいという、喫茶店をやっている依田俊一に会う。養子になって漁師になってもいいという。漁に命を賭けてきた房次郎は簡単に漁師になると言われ、無性に腹立たしくなる。店を畳んで大間に引越してきた俊一は房次郎の持ち船・第三登喜丸の前で待ち、漁を教えて欲しいと懇願する。10日以上も俊一を無視し続けたが、一緒に乗り込むのを許す。エイスケの忠告で、トキ子が家出した妻アヤのように自分を捨てるのではと怯えたのだ。不漁の日が続き、連日船酔いと闘ってきた俊一がようやく打ち勝った日、マグロの群れに遭遇する。餌が放り込まれた瞬間、マグロが引張る釣糸が俊一の頭に巻きつき、血だらけになる。だが、房次郎はマグロとの死闘を続け、マグロを仕留めた時、俊一の眼には憎悪が浮かんでいた。数ヵ月後に退院した俊一はトキ子と町を去る。
1年後、北海道の伊布港に上陸した房次郎はアヤに再会する。懐かしさと20年の歳月がわだかまりを溶かすが、ヒモの新一に絡まれ、房次郎は半殺しにし、止めに入ったアヤまで殴る。翌日、伊布沖で房次郎は生まれて初めて釣糸を切られ、ショックを受ける。
たくましくなって俊一が大間に戻って来た。ある日、俊一の第一登喜丸の無線が途絶える。一晩経っても消息はつかめず、トキ子は房次郎に頭を下げて捜索を依頼する。長年の勘を頼りに第一登喜丸を発見。300キロものマグロと格闘中であった。重傷を負っているのを見て房次郎が釣糸を切ろうとすると「切らねでけろ。俺も大間の漁師だから」という俊一にマグロとの闘いに加わる。2日間の死闘の末、大物は仕留められる。帰港の途中、来年の春に生まれる子が男だったら漁師にしたいと告げ、俊一は息を引き取る。

### スタッフ
- 監督：相米慎二
- 製作：織田明、中川完治、宮島秀司
- 脚本：田中陽造
- 撮影：長沼六男
- 音楽：三枝成章
- 主題歌：原田芳雄&アンリ菅野「Bright light,in the sea」

### キャスト
- 小浜房次郎：緒形拳
- 小浜トキ子：夏目雅子
- 依田俊一：佐藤浩市
- 無線係 浅見：下川辰平
- アヤの男 新一：矢崎滋
- 北海道伊布漁連の熊谷課長：レオナルド熊
- 北海道伊布漁港の卸業者：石倉三郎
- エイスケ：三遊亭圓楽
- アヤ：十朱幸代
- おでん屋のオヤジ： 工藤栄一
- 刑事[8]：寺田農
- 大間の漁師仲間：木之元亮
- 伊勢将人
- 伊藤裕平
- かわいのどか
- 石川慎二

### 製作
原作は幾度か映画化を企画されながら断念されてきた難物。
深作欣二監督が1981年の『青春の門』撮影後に、松坂慶子主演・野上龍雄脚本で五木寛之の『朱鷺の墓』を映画化したい、と松竹のプロデューサー織田明に要請し、金沢のシナハンも終え、カナダ・ロケの段取りをつけるなど、かなり製作が進んだ段階で、深作と野上が『朱鷺の墓』の製作中止を織田に申し出た。後処理の難航で、松竹はかなりの損害を被ることが予想されたため、織田が2人に代替案を要求し、野上が本作『魚影の群れ』を、深作が田辺聖子『休暇は終わった』の映画化と松竹が企画として挙げていた『蒲田行進曲』を出した。深作が『魚影の群れ』にのらず、監督が相米慎二になった。深作は『蒲田行進曲』をやることになり、深作の監督就任で『蒲田行進曲』の製作は一気に進んだ。今では撮れないのは勿論、1960年代頃の映画黄金期ならいざ知らず、当時としても松竹でよくこの企画を通ったなというべき内容。相米は監督デビュー作『翔んだカップル』から3作品を連続でティーンエイジャーを主人公にした映画を撮ってきただけに、意外性のある作品選定で、公開当時の気分としてもこのような地味で重量感のある作品選定は突飛な印象があった。
相米はにっかつやキティ・フィルムで仕事をしてきて松竹では初仕事。カメラの長沼六男は松竹育ちだが、宣伝も含めスタッフは大半がフリー。配給は洋画系の松竹富士だが、制作は松竹自体が邦画系か洋画系か必ずしも明確にさせないままクランクインさせた。当時は配給だけは先に決めて、制作を独立プロにやらせ、また宣伝も角川映画制作の『戦国自衛隊』を東映洋画が担当するなど、外部の広告代理店に発注するケースが増えていた。

#### 演出
相米監督の演出ノートには「海ーあるときはゆったりと大きくうねりあるときは激しく幾重にも噛む。人生ー別離の連続であり別れこそが人間が生きていることの証である。『魚影の群れ』は大海原の孤舟に立ってみつめる愛と闘いのドラマです」と書かれてあった。

#### キャスティング
相米作品の常連俳優・寺田農は緒形を取り調べる刑事役で出演し、さんざん苦労して撮ったのに、長いという理由で丸々カット。クレジットで名前が表記されるため、テレビ放映されると知人から「どこに出てたんですか、テレビ放映でカットされたんですね?」と言われるが最初から出演シーンはない。『光る女』もリポーター役での出演だったが、同様に全カットされ、『台風クラブ』は特殊メイクに3–4時間かけたが、ロングのワンカットだけにされたという。

#### 撮影
青森県下北郡の漁港・大間町でオールロケ。
夏目雅子が『キネマ旬報』1983年4月下旬号のインタビューで、このあと『魚影の群れ』の撮影に入ると話しており、『サンデー毎日』1983年5月8、15日号の青島幸男との対談では「2度手術をして昔はウォッカをボトル一本ぐらい飲めたの今は3杯くらいで酔っぱらう、調子も悪く今年の3月に突然ジンマシンが出た、仕事も立て続けで今は『魚影の群れ』を撮っている」などと話していることから、1983年春から撮影に入り、後述する『週刊平凡』の記事から1983年春から夏まで、あるいは秋まで撮影をしたものと見られる。津軽海峡を渡るマグロは、ある時期しか回遊していかず、マグロを追いかけ、8月いっぱいくらいまでずっと海に出た。最後はもう大間では撮れないと判断され、北海道にまで行った。このため撮影は1983年9月初めまでやった。
夏目は1983年夏に、本作、『瀬戸内少年野球団』、NHK大河ドラマ『徳川家康』の3本を掛け持ち。青森、瀬戸内、東京、京都と、体の調子が悪いのにも関わらず、北から南へロケ・スタジオ撮影に駆け巡った。『週刊平凡』1983年9月1日号では「今年の話題作ゼーンブに出演している超多忙女優 夏目雅子 『もう、なんだか旅役者みたいな感じ…』というタイトルで、夏目の1983年夏のスケジュールを紹介している。7月7日～15日、青森県下北半島大間崎『魚影の群れ』ロケ。7月16日～23日、東京NHK大河『徳川家康』録画、7月24日～28日、京都『瀬戸内少年野球団』セット撮影、7月31日、京都カネボウCM撮り。8月4日～9日、兵庫県淡路島『瀬戸内少年野球団』ロケ、8月10日～11日、岡山県真鍋島、8月12日、香川県高見島『瀬戸内少年野球団』ロケ、8月13日～17日、東京『徳川家康』録画、8月18日～24日、青森県大間崎『魚影の群れ』ロケ。「自分を切り換えるのが、次の現場に移動するときだけで、演じていて役柄を混乱している。まだ女優というちゃんとした位置を与えられているとは思っていない。ただ、いい作品に出させていただいているというだけ。今は夏目雅子という名前に、体も精神もついていってなく不安定」などと話した。
夏目は本作の出演経緯を「都会で生きるってのもそれはそれで大変なんだけど、漁村とか農村の人は自然を相手に仕事してるわけで、自分の意志ではどうにも出来ないものと闘ってるわけだから、すごく逞しいし、強いし、土くさくていいなあと思ってたんですね。たまたま去年（1982年）、行商のおばさんのドキュメンタリーをTVで見て、すごく感動しちゃって、何かそういう土くさいところで生活している人に触れたくなって仕方なかったんです。せっかく女優という仕事をさせて頂いてるんだから、そういう役をやることで容易だけど、何か気持ちに触れることが出来るんじゃないかと思ったところへこの漁村の人の役が来たのでうれしくて」と述べている。
同時期の撮影だった『魚影の群れ』と『瀬戸内少年野球団』があまりにも違い、『魚影の群れ』がおじさんばかりに比べて『瀬戸内少年野球団』では大好きな子どもたちに囲まれ、風呂に入ったり、花火大会をやったりし、ホッと出来たと話している。また『瀬戸内少年野球団』の篠田正浩監督の印象を「必死になって芝居を見てくれます。役者の動きに合わせて、監督もカメラの後ろで思わず体を動かしたりして。こういう現場にいることがいまうれしくて仕方ないんです」と話したのとは対照的に、相米慎二監督を評して「もうめちゃくちゃしごかれてるんです。この前なんか、ワンシーン撮るのに、夜の7時から明け方の4時まで、ぶっ通しで粘るんですよ。もうメークははげるし、目にクマはできるし…。それなのに私なんか"粗大ごみ"なんて呼ばれてるんですよ。アタマにきて"ハゲ！"とか"陰気！"とか悪口いうんだけど、黙ってニィーッと笑ってるだけ。ブキミですよ、だから私、"変態仙人"ってアダ名つけてやったんです。マジに憎しみをいだいてるんです。いつか海の中に叩き込んでやりたいとスキを伺ってるの。ウフフフ」、「相米監督がさあ、私にイメージじゃない、って言うの。夏目さんは洗練され過ぎていて、漁師の娘に見えない、って。イメージじゃなきゃあ、最初からキャスティングしなきゃいいじゃない。なのに毎日畳の上に正座させて説教するんだけど急に変わるわけないよね。親がそういう風に育てなかったのに、今更言われてもしょうがないでしょ、って言ったの。でも、相手は監督だからしょうがない、毎日付き合ってあげたけど、あまり頭よくないよね」などと批判した。相米は夏目に対して「もう一度あいつとやりたかった」としきりに言っていたと言われる。
デビューして以降、"お嬢さん"と呼ばれ、ことあるごとに「お前はハングリーじゃないからダメなんだ」と言われ続けた。夏目の代名詞ともなった『鬼龍院花子の生涯』の台詞「なめたらあかんぜよ!」は、「あの頃の私の気持ちに本当にピッタリだった」と話している。
緒形拳は夏目を評して「雅子には喉元に凄絶な傷痕がある。あれを曝け出して芝居するようになったら、怖い役者になるよ」と評した。
緒形は1ヶ月前に現場に入って大間に住み込み、マグロ一本釣り漁師から指導を受けた。また他の出演者も地元の人たちの交流を持ち、地元言葉（下北弁）を習得した。緒方がもう出来上がっている状態で夏目は現場入りし、3本の掛け持ちで大間の女にならないといけないという焦りから円形脱毛症になった。それを「禿げた禿げた！」と皆に言って周った、相米の演出にも慣れず、スタッフも最初のうちは「都会のお嬢さんが漁師の娘をできるのかなぁ」と思っていたというが、勘の良さと本能的な芝居の掴み方ができる人でこれをこなした。
相米組に初参加の佐藤浩市は、撮影初日が夏目との喫茶店のシーン。朝から現場に入ると「じゃあ今からおまえらやってみろよ」とテストを始めたが「駄目、もう一回」「駄目、もう一回」とどこが悪いかも言わず、何度もテストを繰り返し、結局初日はカメラが回らず。佐藤も夏目の相当落ち込んだ。次の日もテストを繰り返し、午後からようやくカメラが回った。役者を始めて2–3年の頃で、ビックリしたという。「今の撮影スケジュールだと無理でしょうね」と話している。
カメラの長沼が相米監督に事前に松竹の下の喫茶店で「船の上で長回しってどうする?」と聞いたら「俺にもわからないんだよなあ」と言った。緒形が乗る第三登喜丸と佐藤が乗る第一登喜丸と、もう一つキャメラ船というその二つの倍ぐらいの船のクレーンを釣り出して主に撮った。何度もぶつかりそうになる命懸けの撮影。単純にクレーンだけだと怖いため、鳥かごのような鉄のかごを作ってそれをぶら下げた。その中にキャメラマンとその助手が乗った。助手が乗らないとフォーカスが出来ないためで、津軽海峡の波が凄く3回ぐらい死にかけたという。
マグロは釣れなかった時のために電動の作り物のマグロを用意していたが、相米監督が実際にマグロが釣り上がるまで撮影をネバリにネバり、その執念が実り、緒形拳がガチでマグロを釣り上げた。役者はみな力演し勿論いいが、マグロ釣り上げシーンがそれらを凌駕する。マグロもわざとらしくハネたり暴れたりせず、水面下で右往左往する姿が一層臨場感を漂わせる。
カット数は90前後。相米演出の特徴として著名な長回し（ワンシーンワンカット）の手法が特に前半に連続して行われる。タイトルロールからのクレーン撮影で、荒れた海→パン→砂浜の足跡のアップ→上昇→パン→アップは、本来相米がイメージしていた演出プランは「大間の沖をカモメの大群が飛びながらその下の海にはマグロの群れが走るのを空撮しながら、カメラが魚影からずれて海岸の砂山に佐藤と夏目」というものだった。今日ならデジタル処理でわけなく出来るが当然当時は無理だった。佐藤は「ただ撮影当時CGで出来ても相米さんはやらなかったと思う。それは確信出来ます。ある意味で相米さんは、もう当時でもあまり見かけなくなっていた、いわゆる"映画屋"の匂いをずっと持っている人でした」などと述べている。
夏目が「涙の連絡船」を唄いながら、自転車で坂道を滑降する長回しは『翔んだカップル』に通じ、緒形拳の元妻で夏目雅子の母・アヤ（十朱幸代）が旅館にいる緒形に気付き、雨の中、逃げる十朱を緒形が追う長回しなどは名シーンとして有名で、助監督の榎戸耕史も「実際僕らも現場で撮ったときは震えがくるくらいでした」と回想している。台本は「一瞬見つめ合い、逃げる妻、追う夫」と二行だけ。十朱は延々と走らされ、「あー終わった」と思ったら相米は「明日も走りの続きを撮ろう」と言い、十朱は3日間走り続けた。相米が「これ以上、走れなくなったら、どうしますか?」と聞いたため、十朱は「もうくたびれ果てているから、逃げ切れないと思って、道路に寝転ぶかな」と言ったら「それ、やってみて」と言った。
ただ5カット目の小浜トキ子（夏目雅子）と依田俊一（佐藤浩市）が橋の上で話すシーンでは、橋の横にカメラが回り込み、川の上に櫓を組んでいるのか、対岸からのクレーン撮影なのかは分からないが、画面が揺れて不安定なカットになっている。また喫茶店で緒形と佐藤が初めて会うシーンで、長回しはいいとしても、狭い室内でのカメラのパンや移動は必要なのかと思える。また佐藤が大間に引っ越して来たアパートでの佐藤と夏目のシーンは中途半端なズームで、室内でのカメラの上下横の移動、ズームの多用は見辛い。珍しいカットとして走行中の車のフロントガラス越しに佐藤と夏目の会話を撮るシーンで、会話の後、カメラが半回転して前方の景色を映すシーンがある。二台の車両を繋げて前の車両から撮影する場合、このようなカメラ割りは通常はやらない。
緒形と十朱が緒形の船の中での濡れ場で十朱が両乳を露出する。十朱は当時「脱がない方の最右翼」と思われていたため、大胆濡れ場とオ〇パイを露出したため、映画関係者も驚いた。意外に大きいことでも驚かれ、映画評論家の北川れい子は「十朱のバストの迫力にはマイったわ。日本女性のバストは仰向けになるとぺチャンとなるのが多いけど、彼女のはポッチャリと"自立"している。いま脱いでいる女優の中で、オ〇パイに関する限り第一級品。乳首も大きく、男性による手入れがよくいき届いているって感じです」と評した。画面が暗くきれいなシャシンでないのは、十朱があそこまで裸になるとは、スタッフにも知らせておらず、照明とカメラと監督だけという少人数で秘密裡に撮影したため。酒の勢いで十朱が脱いだとも言われる。本作以降、十朱はよく脱いだ。
佐藤と夏目の濡れ場では夏目は乳房を露出しない。夏目は腰のラインが魅力的なため、意識して後ろ姿を撮っているという。
助監督の榎戸耕史は「緒形さんも浩市くんも基本的にマグロありきの芝居なんですよね。マグロと格闘するって、ある意味では『白鯨』ですよ。だけどこれに対抗するために、あの母娘がいるんですよ。北海道での十朱さんの凄まじい芝居と、夏目さんの対抗する芝居がないと、たぶん男たちのドラマも生きてこないんですよ。単純にマグロの話だけじゃなくって、人間ドラマとして成立するのは、夏目さんがちゃんと漁師の緒形さんと堂々と渡り合ってるからだと思うんですよ」などと評している。
全編地元言葉（下北弁）でのセリフ回しで、地元民以外の人から観ると、何を言っているのか分からない箇所も多い。

### ロケ地
大半、青森県の大間だが、劇中にもあるように緒形が北海道に行く場面は北海道で撮影されている。十朱が初登場する印象的な長回しが行われた旅館は、北海道増毛町の富田屋旅館。十朱が緒形からかなり長い距離を逃げる道中で、1981年の東宝『駅 STATION』で烏丸せつこ（吉松すず子）が働く風待食堂（雑貨屋を改装）や、 高倉健（三上英次）ら刑事がすず子を張り込んだ増毛ホテル（日通増毛営業所を改装）、高倉が連絡船に乗り込む増毛港などが映る。
この北海道パートでレオナルド熊や石倉三郎らが登場する"伊布"という地名は実在しない架空の町。脚本の田中陽造が、相米監督と伊武雅刀とよく飲み歩いてたことから命名で、伊武は本作には出演していない。

### 作品の評価

#### 興行成績
『映画年鑑 1985年版』には「『魚影の群れ』『この子を残して』は評判のみが先行して興行的には失敗であった」と書かれている。
『映画情報』は「女たちが強くて素敵な映画だったのに、あまりヒットしなかったなんて、不愉快」と書いている。

#### 受賞歴
第57回キネマ旬報ベスト・テン 7位
- 読者選出日本映画ベスト・テン 8位[7]

第7回日本アカデミー賞
- 最優秀主演男優賞：緒形拳（『楢山節考』/『陽暉楼』と合わせて）[7]

第8回報知映画賞
- 主演女優賞：夏目雅子（『時代屋の女房』ほかと合わせて）

第38回毎日映画コンクール
- 男優主演賞：緒形拳（『楢山節考』/『陽暉楼』と合わせて）[7]

第26回ブルーリボン賞
- 主演男優賞：緒形拳（『楢山節考』/『陽暉楼』/『OKINAWAN BOYS オキナワの少年』と合わせて） [9][7]